# Borniochrysa solomonis
Borniochrysa solomonis is een insect uit de familie van de gaasvliegen (Chrysopidae), die tot de orde netvleugeligen (Neuroptera) behoort. 
Borniochrysa solomonis is voor het eerst wetenschappelijk beschreven door Banks in 1941.